# Judex (film din 1916)
Judex este un film serial mut franțuzesc din 1916 regizat de Louis Feuillade. Rolurile principale au fost interpretate de actorii René Cresté, Musidora și René Poyen.  Judex este creat de Louis Feuillade și Arthur Bernède.

## Prezentare
Filmul prezintă aventurile lui Judex, care este un erou pulp, similar cu Umbra (The Shadow).

## Episoade
Episoadele acestui film serial sunt:
- 00 - Prologue
- 01 - L'ombre mystérieuse (Umbra misterioasă)
- 02 - L'expiation (Atonement)
- 03 - La meute fantastique (The Fantastic Hounds)
- 04 - Le secret de la tombe (The Secret of the Tomb)
- 05 - Le moulin tragique (The Tragic Mill)
- 06 - Le môme réglisse (The Licorice Kid)
- 07 - La femme en noir (The Woman in Black)
- 08 - Les souterrains du Château-Rouge (The Dungeons of the Chateau Rouge)
- 09 - L'orsque l'enfant parut (When the Child Appears)
- 10 - Le coeur de Jacqueline (The Heart of Jacqueline)
- 11 - L'Ondine (The Water Sprite)
- 12 - Le pardon d'amour (The Forgiveness of Love)
- xx - Epilogue - 5 min. 24 sec.

Cele 12 episoade enumerate au fiecare câte 25 de minute.  

## Distribuție
În ordinea apariției:
- René Cresté - Jacques de Tremeuse aka Judex
- Musidora - Diana Monti aka Marie Verdier
- René Poyen - Le môme Réglisse
- Édouard Mathé - Roger de Tremeuse
- Gaston Michel - Pierre Kerjean
- Yvonne Dario - Comtesse de Tremeuse
- Yvette Andréyor - Jacqueline Aubry
- Juliette Clarens - Gisèle
- Jean Devalde - Robert Moralés
- Georges Flateau - Vicomte de la Rochefontaine
- Louis Leubas - Le banquier Favraux
- Marcel Lévesque - Cocantin
- Olinda Mano - Le petit Jean